# Kielich (ściana wspinaczkowa w Lubinie)

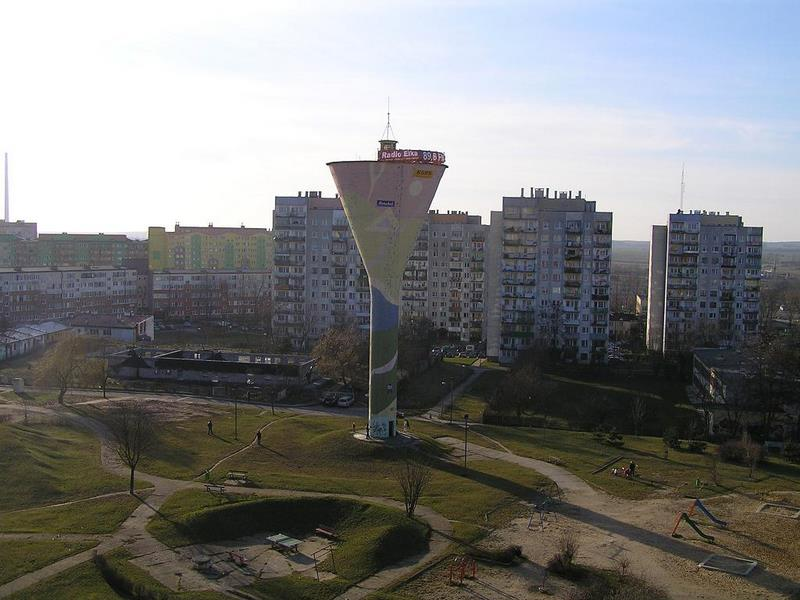
Kielich Lubin dawniej

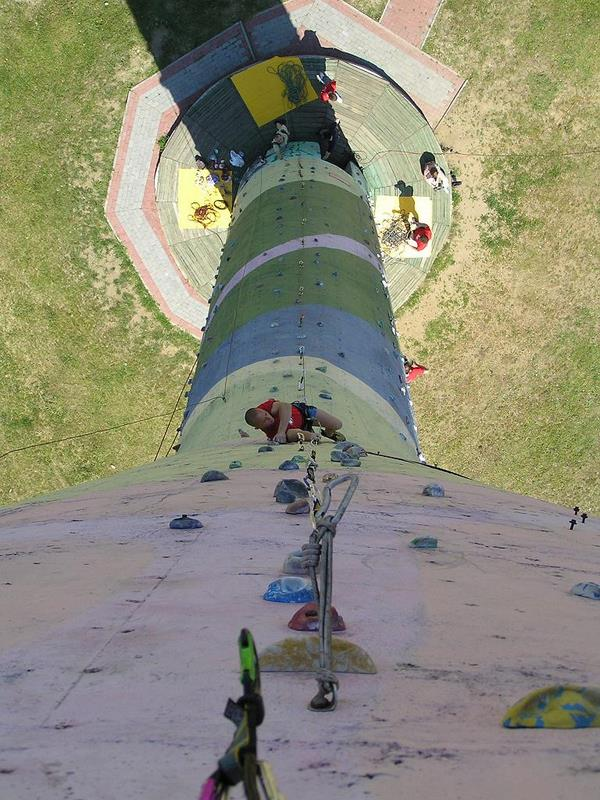
widok z góry

Kielich – wieża ciśnień w Lubinie. Obecnie jest to jedna z najwyższych w Polsce sztucznych ścian wspinaczkowych. Obiekt, dostosowany do wspinaczki w 1996 r., ma 34 metry wysokości i 7 dróg wspinaczkowych o zróżnicowanej trudności. Na wysokości 19 metrów ściana odchyla się w 15-metrowe przewieszenie, tworząc charakterystyczny kształt kielicha, skąd obiekt wziął swoją nazwę. 
Właścicielem i gospodarzem Kielicha jest Stowarzyszenie Miłośników Gór w Lubinie. Od początku swojej działalności jest ono organizatorem wielu imprez wspinaczkowych o zasięgu regionalnym jak i ogólnopolskim. Na swoim koncie ma m.in. organizację kilku edycji Wspinaczkowego Pucharu Polski, Mistrzostw Polski we Wspinaczce Sportowej, Ogólnopolskich Mistrzostw Lubina o Puchar Prezydenta Miasta, a także rekreacyjne imprezy z okazji Dnia Dziecka i zawody dla uczniów szkół podstawowych i gimnazjalnych.